# Verbascum reeseanum
Verbascum reeseanum är en flenörtsväxtart som beskrevs av Hub.-mor.. Verbascum reeseanum ingår i släktet kungsljus, och familjen flenörtsväxter. Inga underarter finns listade i Catalogue of Life.